# Wiminał

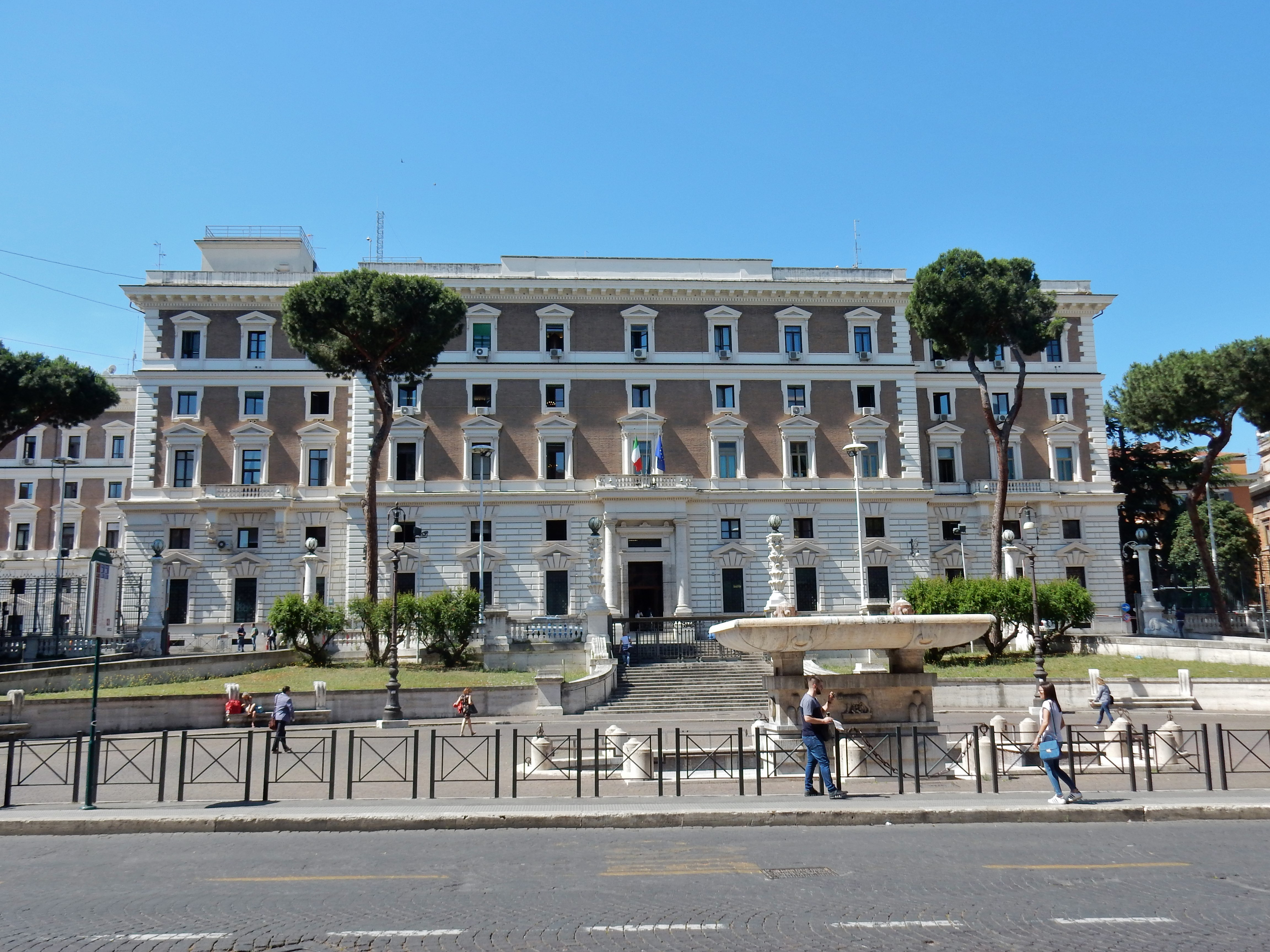
Palazzo del Viminale

Wiminał (łac. Collis Viminalis, wł. Viminale) – jedno z siedmiu wzgórz rzymskich, położone w środkowo-wschodniej części miasta pomiędzy wzgórzami Kwirynał i Eskwilin. Nazwane od zarośli wierzbowych (vimen).
W dolinie pod nim znajdowała się Cloaca Maxima – kanał ściekowy, którego budowę zainicjował Tarkwiniusz Stary. Objęte murami Serwiańskimi. Pierwotnie teren był zamieszkany przez Sabinów. Oktawian August włączył Wiminał do VI regionu miasta. W północno-wschodniej części Wiminału cesarz Dioklecjan zbudował termy swego imienia.